# Machaerium piresii
Machaerium piresii är en ärtväxtart som beskrevs av Velva Elaine Rudd. Machaerium piresii ingår i släktet Machaerium och familjen ärtväxter. Inga underarter finns listade i Catalogue of Life.